# Seth Tuttle
Seth Tuttle (* 5. September 1992 in Mason City, Iowa) ist ein US-amerikanischer Basketballspieler. Bereits während seines Studiums in seinem Heimatland konnte sich Tuttle als Basketballspieler auszeichnen und war 2012 „Freshman of the Year“ und 2015 „Player of the Year“ der Missouri Valley Conference der NCAA, bevor er anschließend 2015 eine professionelle Karriere in Europa startete. Nach einer Saison für den deutschen Erstliga-Rückkehrer s.Oliver Würzburg spielt Tuttle seit 2016 in Belgien für Hubo Limburg United.

## Karriere
Nach dem Schulabschluss an der West Fork High School in Sheffield (Iowa) bekam Tuttle ein Stipendium an der University of Northern Iowa in Cedar Falls, wo er ab 2011 für die Hochschulmannschaft Panthers in der Missouri Valley Conference (MVC) der NCAA spielte. Gleich in seiner ersten Spielzeit wusste Tuttle zu überzeugen und wurde 2012 als „Freshman des Jahres“ der MVC ausgezeichnet. Nachdem die Panthers 2012 in der zweiten Runde beim National Invitation Tournament und 2013 im Halbfinale des CollegeInsider-Tournament (CIT) aus Wettbewerben der Postseason ausgeschieden war, gewann Tuttle zusammen mit unter anderem Wes Washpun 2015 das Meisterschaftsturnier der MVC. Nachdem Tuttle bereits als „Player of the Year“ der MVC ausgezeichnet worden war, wurde er auch zum Most Valuable Player (MVP) des Meisterschaftsturniers ernannt. Anschließend spielten die Panthers erstmals wieder seit 2010 und dem historischen „Upset“ gegen die Kansas Jayhawks in der landesweiten NCAA-Endrunde, in der man nach einem Sieg über die Wyoming Cowboys in der zweiten Runde gegen die leicht favorisierten Louisville Cardinals verlor. Tuttle war Mitglied der Starting Five in allen 136 Spielen für die Panthers, was ein Allzeit-Rekord für die Panthers ist; bei Einsätzen, erzielten Punkten und Rebounds gehört Tuttle zu den „Top Five“ der Allzeit-Bestenlisten und ist Sechster bei den Shotblocks.
Trotz seiner überzeugenden Leistungen in der NCAA blieb Tuttle im NBA-Draft 2015 unberücksichtigt. Nachdem er sich auch in der NBA Summer League für die Miami Heat nicht für einen Vertrag in der am höchsten dotierten Profiliga NBA empfehlen konnte, unterschrieb er schließlich seinen ersten längerfristigen professionellen Vertrag beim deutschen Erstliga-Rückkehrer s.Oliver Baskets aus Würzburg, für den bereits die UNI-Alumni Ben Jacobson und John Little gespielt hatten. In der Basketball-Bundesliga 2015/16 konnten die Würzburger sich einen Platz unter den besten acht Mannschaften in den Play-offs um die deutsche Meisterschaft erkämpfen, in denen man jedoch in der ersten Runde sieglos gegen den fränkischen Rivalen und Titelverteidiger Brose Baskets ausschied. Anschließend wechselte Tuttle nach Belgien und wurde für Limburg United aus Hasselt in der Basketball League Belgium aktiv.